# 2-я бригада торпедных катеров Черноморского флота
2-я Новороссийская краснознаменная бригада торпедных катеров Черноморского флота, 2 брТКА ЧФ, 2 бтк ЧФ — тактическое соединение Черноморского флота ВМФ СССР в годы Великой Отечественной войны.

## История
Вторая бригада торпедных катеров Черноморского флота была создана 1 сентября 1940 года в городе Очаков, ранее была создана 1-я  бригада торпедных катеров Черноморского флота. Командиром бригады был назначен капитан 2-го ранга А. А. Мельников, начальником политотдела — бригадный комиссар Д. Г. Конюшков, а начальником штаба старший лейтенант Л. Ф. Шамборский. Первоначально имела два дивизиона. Командиром первого дивизиона торпедных катеров назначен капитан-лейтенант А. П. Тууль, а командиром второго дивизиона назначен капитан-лейтенант Местников. Первый дивизион состоял из двух отрядов торпедных катеров устаревшей конструкции. В состав второго дивизиона входили два отряда современных, на тот период катеров Г-5.

2-я бригада торпедных катеров в составе 28 вымпелов, 23 боевых и 5 учебных, базировавшаяся на Очаков была оперативно подчинена командиру Одесской военно-морской базы. Были построены казармы, эллинг, мастерские, баня, топливный склад и торпедные туннели.

### Вторая мировая война
Период действий соединения в составе действующей армии: 21.06.1941 — 15.09.1944.
Участвовала в обеспечении обороны Одессы, с подходом немцев к Очакову береговая база эвакуирована. Так 27 августа 1941 2-я бригада перебазировалась в Скадовск и Ак-Мечеть (1-й дивизион до 27 сентября 1941 базировался на Тендру), а с 9 октября 1941 года – в Новороссийск. Участвовала в обеспечении обороны Севастополя.
Бригада обеспечивала высадку и прикрытие в ходе Керченско-Феодосийской десантной операции.
В бригаду стали поступать катера типа «Комсомолец».
2-й Новороссийская Краснознаменная бригада торпедных катеров Черноморского флота (командир — капитан 2-го ранга В. Т. Проценко) сражалась на катерах, построенных в Тюмени на военном завода № 639. Они особо отличились при освобождении Новороссийска 16 сентября 1943 года. Катера впервые использовали торпеды для ударов по береговым укреплениям врага. Всего 16 катерами было выпущено 44 торпеды, из них взорвалось 33. Торпеды разрушили 13 дотов, 9 дзотов, 1 прожектор, 10 огневых точек гитлеровцев. Во время операции катерники потеряли 5 катеров, 9 получили повреждения. Погибло 11 моряков, четверть всех участвовавших в операции была ранена. Бригаде было присвоено почётное звание — Новороссийская.
За мужество и отвагу, проявленные в боях за освобождение Новороссийска от фашистских захватчиков, командиру 2-го дивизиона 2-й бригады торпедных катеров капитан-лейтенанту Алексею Федотовичу Африканову, первому среди моряков торпедных катеров Черноморского флота, 18 сентября 1943 года было присвоено звание Героя Советского Союза.
Результатом этих успешных боев стало освобождение Анапы. В Керченско-Эльтигенской операции катерниками В. Т. Проценко было потоплено 6 и повреждено 3 быстроходных десантных баржи врага. Катера офицеров Клименко, Петренко, Михайлова, Смехова, Кравцова — Бублика высадили на плацдарм 1114 человек и доставили 17 тонн боеприпасов.
Часть катеров бригады имела на вооружении реактивные миномёты БМ-8.
Бригада в ходе Крымской наступательной операции приняла участие в освобождении Севастополя. Она действовала против конвоев, эвакуирующих немецко-румынские войска. С 9 апреля по 11 мая 1944 года 2-я бригада торпедных катеров Черноморского флота, полностью оснащенная тюменскими катерами, потопила 10 транспортов и повредила 4 сторожевика гитлеровцев. По результатам операции бригада стала Краснознамённой.
25 мая 1944 года завершились военные действия в советской части акватории Черноморья. В отдельный отряд катеров капитан-лейтенанта, Героя Советского Союза  В. С. Пилипенко вошли 6 катеров бригады с реактивными миномётами. В составе Дунайской флотилии отряд освобождал Румынию, Югославию и завершил свой поход 6 мая 1945 года вблизи австрийского города Линца. Бригада участвовала в освобождении Констанцы, Сулины, Варны.

## Состав
На 06.1941 года:
- Управление
- 1-й дивизион торпедных катеров, командир капитан-лейтенант Тууль, Август Петрович
- 2-й дивизион торпедных катеров, командир капитан-лейтенант Местников
- Береговая база торпедных катеров, Очаков[7]

На 05.1944 года:
- Управление
- 1-й дивизион торпедных катеров, командир капитан-лейтенант Тууль, Август Петрович
- 2-й дивизион торпедных катеров, командир капитан-лейтенант
- 3-й дивизион торпедных катеров, командир капитан-лейтенант  В. Я. Волчков
- Береговая база торпедных катеров, Очаков

## Командиры
- 22.06.41-24.12.41 — капитан 2-го ранга Мельников, Александр Александрович
- 24.12.41-22.04.43 — капитан 3-го ранга, капитан 2-го ранга Савин, Сергей Степанович[3]
- 22.04.43-11.45 — капитан 3-го ранга, капитан 2-го ранга Проценко, Виктор Трофимович[8]

Начальники политотдела бригады:
- бригадный комиссар Конюшков, Дмитрий Григорьевич
- батальонный комиссар, капитан 3-го ранга Комаров, Арсений Васильевич[3][9]

Начальники штаба:
- старший лейтенант Шамборский, Леонард Францевич (погиб 13.08.1941)
- капитан 3-го ранга Гуревич
- капитан 3-го Бобынин, Борис Петрович[3]

## Герои Советского Союза[10]
- Африканов, Алексей Федотович,
- Першин, Борис Максимович,
- Пилипенко, Владимир Степанович,
- Подымахин, Матвей Прокопьевич,
- Черцов, Андрей Ефимович,
- Шенгур, Иван Петрович.

## Память
- В городе Очаков, на территории береговой базы ВМФ находится памятник морякам 2-й Новороссийской Краснознамённой бригады торпедных катеров Черноморского флота. Памятник был установлен в 1948 году. Это катер проекта Г-5, бортовой № ТК-383, принимавший участие в Великой Отечественной войне.
- Катер торпедный типа «Комсомолец», установленный в честь моряков-черноморцев, защищавших город от фашистских захватчиков в 1943 г.: Новороссийск, Краснодарский край, набережная им. адмирала Серебрякова, у Дворца культуры моряков (д.9).  Объект культурного наследия народов РФ федерального значения. Рег. № 231610570150006 (ЕГРОКН)